# 2376 Martynov
2376 Martynov (1977 QG3) là một tiểu hành tinh nằm phía ngoài của vành đai chính được phát hiện ngày 22 tháng 8 năm 1977 bởi N. Chernykh ở Nauchnyj.